# NGC 6035
NGC 6035 is een balkspiraalstelsel in het sterrenbeeld Hercules. Het hemelobject werd op 9 juni 1880 ontdekt door de Franse astronoom Édouard Jean-Marie Stephan.

## Synoniemen
- UGC 10154
- MCG 4-38-18
- ZWG 137.24
- PGC 56864